# ФК Партизан сезона 1964/65.
ФК Партизан сезона 1964/65. обухвата све резултате и остале информације везане за наступ Партизана у сезони 1964/65.

## Играчи
Владица Ковачевић (28/14)
Јосип Пирмајер (27/7)
Љубомир Михајловић (26/0)
Милан Галић (24/15)
Иван Ћурковић (23/0) (голман)
Мустафа Хасанагић (20/13)
Радослав Бечејац (20/2)
Јован Миладиновић (19/0)
Јоаким Виславски (18/5)
Фахрудин Јусуфи (18/0)
Бранко Рашовић (17/0)
Велибор Васовић (15/0)
Велимир Сомболац (14/0)
Милан Дамјановић (11/0)
Милан Вукелић (10/0)
Лазар Радовић (8/0)
Бора Милутиновић (6/0)
Мане Бајић (5/1)
Миодраг Петровић (5/1)
Милутин Шошкић (4/0) (голман)
Бранислав Михајловић (2/0)
Јован Чурчић (1/0) (голман)
Војислав Симеуновић (1/0)

## Резултати

### Табела
| Место | Клуб          | мечева | победа | нерешених | пораза | дати голови | примљени голови | гол разлика | бодова |
| ----- | ------------- | ------ | ------ | --------- | ------ | ----------- | --------------- | ----------- | ------ |
| 1     | Партизан      | 28     | 19     | 5         | 4      | 62          | 34              | +28         | 43     |
| 2     | Сарајево      | 28     | 15     | 5         | 8      | 52          | 38              | +14         | 35     |
| 3     | Црвена звезда | 28     | 14     | 7         | 7      | 50          | 38              | +12         | 35     |
| 4     | Ријека        | 28     | 14     | 6         | 8      | 47          | 30              | +17         | 34     |
| 5     | Жељезничар    | 28     | 13     | 7         | 8      | 39          | 30              | +9          | 33     |

| Датум               | Место                    | Гледалаца | Противник       | Резултат | Стрелци за Партизан                                      | Такмичење             |
| 9. август 1964.     | Београд, Југославија     |           | Ријека          | 1:0      | ?                                                        | Првенство Југославије |
| 16. август 1964.    | Београд, Југославија     | 65.000    | Црвена звезда   | 2:2      | Пирмајер (9.) Галић (43.)                                | Првенство Југославије |
| 26. август 1964.    | Београд, Југославија     | 35.000    | Динамо Загреб   | 1:0      | Виславски (74.)                                          | Првенство Југославије |
| 30. август 1964.    | Загреб, Југославија      | 10.000    | Трешњевка       | 2:1      | Галић (8, 74.)                                           | Првенство Југославије |
| 2. септембар 1964.  | Београд, Југославија     |           | Жељезничар      | 1:0      | Галић (61.)                                              | Првенство Југославије |
| 6. септембар 1964.  | Нови Сад, Југославија    | 20.000    | Војводина       | 2:0      | Пирмајер (35.) Хасанагић (48.)                           | Првенство Југославије |
| 12. септембар 1964. | Београд, Југославија     |           | Вележ Мостар    | 4:3      | Ковачевић (13.) Галић (19.) Виславски (25, 26.)          | Првенство Југославије |
| 28. октобар 1964.   | Ниш, Југославија         |           | Железничар Ниш  | 1:0      | ?                                                        | Куп Југославије       |
| 8. новембар 1964.   | Сплит, Југославија       | 15.000    | Хајдук Сплит    | 1:0      | Хасанагић (55.)                                          | Првенство Југославије |
| 11. новембар 1964.  | Нови Сад*, Југославија   | 15.000    | ОФК Београд     | 3:3      | Хасанагић (17, 43.) Ковачевић (58.)                      | Првенство Југославије |
| 15. новембар 1964.  | Ниш, Југославија         | 20.000    | Раднички Ниш    | 1:1      | Галић (24.)                                              | Првенство Југославије |
| 29. новембар 1964.  | Крагујевац*, Југославија | 25.000    | Загреб          | 3:1      | Пирмајер (26.) Галић (60.) Ковачевић (88.)               | Првенство Југославије |
| 6. децембар 1964.   | Скопље, Југославија      | 25.000    | Вардар          | 2:2      | Петровић (29.) Пирмајер (44.)                            | Првенство Југославије |
| 12. децембар 1964.  | Београд, Југославија     | 12.000    | Сарајево        | 0:1      |                                                          | Првенство Југославије |
| 20. децембар 1964.  | Никшић, Југославија      | 7.000     | Сутјеска Никшић | 1:1      | Хасанагић (19.)                                          | Првенство Југославије |
| 28. фебруар 1965.   | Ријека, Југославија      |           | Ријека          | 0:1      |                                                          | Првенство Југославије |
| 7. март 1965.       | Београд, Југославија     | 55.000    | Црвена звезда   | 1:2      | Пирмајер (38.)                                           | Првенство Југославије |
| 21. март 1965.      | Загреб, Југославија      | 30.000    | Динамо Загреб   | 2:1      | Галић (23, 90.)                                          | Првенство Југославије |
| 24. март 1965.      | Београд, Југославија     | 8.000     | Трешњевка       | 4:0      | Ковачевић (48, 60.) Галић (57, 67.)                      | Првенство Југославије |
| 28. март 1965.      | Сарајево, Југославија    | 25.000    | Жељезничар      | 4:1      | Виславски (19.) Ковачевић (41. пен.) Хасанагић (69, 76.) | Првенство Југославије |
| 31. март 1965.      | Загреб, Југославија      | 20.000    | Динамо Загреб   | 0:3      |                                                          | Куп Југославије       |
| 4. април 1965.      | Београд, Југославија     | 25.000    | Војводина       | 3:0      | Пирмајер (15.) Галић (26.) Аутогол (49.)                 | Првенство Југославије |
| 11. април 1965.     | Мостар, Југославија      | 10.000    | Вележ Мостар    | 2:3      | Ковачевић (11, 32.)                                      | Првенство Југославије |
| 25. април 1965.     | Београд, Југославија     | 30.000    | Хајдук Сплит    | 3:1      | Хасанагић (19.) Бечејац (59.) Ковачевић (77.)            | Првенство Југославије |
| 2. мај 1965.        | Београд, Југославија     | 8.000     | ОФК Београд     | 2:1      | Пирмајер (25.) Хасанагић (59.)                           | Првенство Југославије |
| 16. мај 1965.       | Београд, Југославија     | 15.000    | Раднички Ниш    | 4:3      | Галић (12.) Ковачевић (14, 41, 53.)                      | Првенство Југославије |
| 23. мај 1965.       | Загреб, Југославија      | 18.000    | Загреб          | 3:0      | Ковачевић (34.) Хасанагић (49.) Бечејац (88.)            | Првенство Југославије |
| 29. мај 1965.       | Београд, Југославија     | 18.000    | Вардар          | 2:0      | Ковачевић (88.) Хасанагић (11.)                          | Првенство Југославије |
| 6. јун 1965.        | Сарајево, Југославија    | 18.000    | Сарајево        | 4:5      | Галић (5, 47.) Ковачевић (25, 55.)                       | Првенство Југославије |
| 10. јун 1965.       | Београд, Југославија     |           | Сутјеска Никшић | 3:2      | ?                                                        | Првенство Југославије |